# Chaj-si
Chaj-si, plným názvem Mongolský a tibetský autonomní kraj Chaj-si (tibetsky: མཚོ་ནུབ་སོག་རིགས་ཆ་བོད་རིགས་རང་སྐྱོང་ཁུལ་, Wylie: Mtsho-nub Sog-rigs dang Bod-rigs rang-skyong-khul; čínsky pchin-jinem Hǎixī Měnggǔzú Zàngzú Zìzhìzhōu, znaky 海西蒙古族藏族自治州) je autonomní kraj v provincii Čching-chaj v Čínské lidové republice. Název „chaj-si“ znamená „západně od jezera“. Kraj se nachází západně od jezera Kukunor.

## Geografie
Kraj leží na severozápadě Tibetské náhorní plošiny, zároveň na severozápadě a západě provincie Čching-chaj. Na severu sousedí s provincií Kan-su, na východě s kraji Chaj-nan a Chaj-pej, na jihu leží kraje Jü-šü a Golog a na západě autonomní oblast Sin-ťiang.

## Demografie
V roce 2010 žilo v kraji 489 338 obyvatel, z toho 66 % Číňanů (Chanů), 13,5 % Chuejů, 10,9 % Tibeťanů, 5,5 % Mongolů, 2,0 % Monguorů, dalších více než deset národností tvořilo zbylé 2,1 % obyvatelstva. 
V roce 2020 žilo v kraji 468 216 obyvatel.

## Správní členění
Autonomní kraj Chaj-si se člení na sedm celků okresní úrovně, a sice tři městské okresy, tři okresy a jeden správní výbor.
| městský okres · Golmud městský okres · Golmud městský okres · Te-ling-cha městský okres · Mang-ja okres · Ulan okres · Tu-lan okres · Tchien-ťün správní výbor · Čajidam |                  |                       |                       |                    |                                  |
| Název | Název            | Počet obyvatel (2010) | Počet obyvatel (2020) | Rozloha km² (2020) | Hustota zalidnění (obyv. na km²) |
| český přepis | znaky            | Počet obyvatel (2010) | Počet obyvatel (2020) | Rozloha km² (2020) | Hustota zalidnění (obyv. na km²) |
| Městské okresy |                  |                       |                       |                    |                                  |
| Golmud | 格尔木市         | 215 214               | 221 863               | 119 174            | 2                                |
| Te-ling-cha | 德令哈市         | 78 184                | 88 227                | 27 915             | 3                                |
| Mang-ja | 茫崖市           | 33 451                | 18 856                | 48 688             | 0,4                              |
| Okresy |                  |                       |                       |                    |                                  |
| Ulan | 乌兰县           | 38 272                | 31 507                | 12 270             | 3                                |
| Tu-lan | 都兰县           | 76 623                | 68 273                | 45 227             | 2                                |
| Tchien-ťün | 天峻县           | 33 923                | 23 203                | 25 601             | 1                                |
| Správní výbor |                  |                       |                       |                    |                                  |
| Čajidam | 大柴旦行政委员会 | 13 671                | 16 287                | 21 930             | 1                                |
| |                  |                       |                       |                    |                                  |
| Celkem | Celkem           | 489 338               | 468 216               | 300 800            | 2                                |